# 神山羊のSheep Sleep Sweep
神山羊のSheep Sleep Sweep（かみやまようのシープスリープスウィープ）は2022年1月4日（1月3日深夜）からInterFM にて放送開始されたラジオ番組。

## 概要
神山羊の自身初となるラジオレギュラー番組。1億回再生を超える代表曲:「yellow」でお馴染み、シンガーソングライターでありトラックメイカー「神山羊（Sheep）」が、「深夜の就寝時間に（Sleep）」、「リスナーの世界を広げる（Sweep）」というコンセプト。
オンエアでは「サブスク上級者」、神山羊が気になっている「サブスクコンテンツ」を紹介。今気になっている「様々な表現者」をゲストに迎えて「セッション」していく対談ゲスト企画「SheepSleepSession」などを展開。
2022年最後の放送ではクリスマス直前時間拡大SPと題して、1時間特番として生放送を実施。（※2022年12月23日 23:00 ~24:00生放送）
公式メールアドレス「sss@interfm.jp」、公式ハッシュタグは「#とりえす」。
番組タイトルの正式な略称である「トリプルエス」および「#とりえす」は「Sheep Sleep Sweep」の3つの「S」の頭文字から取られており、自らが「最高Rank」のラジオ。「SSS（トリプルエス）」のRankと思える番組にしたいという想いも込められている。

## 放送時間
現在
- 水曜 25:00 - 25:30（2024年10月2日 - ）

過去
- 水曜 25:30 - 26:00（2022年1月4日 - 9月）
- 金曜 23:00 - 23:30（2022年10月7日 - 12月16日）
- 金曜 22:30 - 23:00（2023年1月6日 - 3月31日）
- 火曜 25:00 - 25:30（2023年4月4日 - 2024年9月24日）

「楽曲」や「効果音」などの一部著作物は聞けないが「Spotify」、「ラジオクラウド」にて「過去放送をアーカイブ」として視聴可能。　

## コーナー&マンスリーテーマ
今週のサブスクラッチ
「音楽」、「映画」、「マンガ」、「アプリケーション」などなど 様々分野で展開される「サブスクリプションサービス」から神山羊、自身が実際 日常で使っている「私物」の「スマホ・PC」から、新旧問わずリスナーに「今」こそ知ってほしい!!深掘りしてほしい作品やコンテンツをピックアップして紹介。神山羊の「プライベート、趣味趣向」を知ってもらうおうとコーナー。
（※2022年11月18日には、過去に紹介した"音楽ユニット" モノンクル が特別編として登場）
Sheep Sleep Session（シープ スリープ セッション）
不定期コーナー。神山羊が、自分とは異なるアプローチで活動をしている。様々な表現者を「ゲスト」に迎え、自身の活動の“ルーツ“や"今注目している事"や“展望"など「対談」しトークセッションしていく対談企画。
過去放送〜セッションゲスト（※対談コーナーへのゲスト）
- Session_Vol.1〜 "Voice actor"声優〜 林勇（2022年8月30日、9月6日放送）
- Session_Vol.2〜 "VTuber"ホロライブ〜 猫又おかゆ（2022年10月14日、10月21日放送）
- Session_Vol.3〜 "Photographer"写真家〜 仁科勝介（2022年11月11日放送）
- Session_Vol.4〜 "Illustrator/Animator"絵〜トキチアキ（2022年12月16日放送）
- Session_Vol.5〜 "multi creator" 〜岩井郁人（Galileo Galilei）（2023年2月17日放送）
- Session_Vol.6〜 "Influencer/Trendsetter" 〜'折田涼夏（2023年7月18日放送）
- Session_Vol.7〜 "Picturebook writer"絵本作家" 〜金井政人（BIGMAMA）（2023年10月24日放送）
- Session_Vol.8〜 "listener/神山家"〜SheepSupportersSession（2023年12月5日放送、12月12日）
- Session_Vol.9〜 "VSinger" 神椿〜花譜（2024年2月6日放送、2月13日放送）

過去マンスリーテーマ
番組では、月替わりで「マンスリーテーマ」を設定しリスナーから募集。過去マンスリテーマは以下
| 2022年1月マンスリーテーマ  | 「2022年!ニャンニャンしたい事!」                                              |
| 2022年2月マンスリーテーマ  | 「#とりえすの17ルールを決めよう! "SSS17Mission"」                             |
| 2022年3月マンスリーテーマ  | 「教えてぇ〜!!羊さぁ〜ん」                                                    |
| 2022年4月マンスリーテーマ  | 「●●●を待ってました〜」                                                       |
| 2022年5月マンスリーテーマ  | 「なかなか言えない恋には理由があって・・・・」                                |
| 2022年6月マンスリーテーマ  | 「YOU の一押しNFTは?（N:何が何でも手離せない、F:フェイバリット、T:ツール）」  |
| 2022年7月マンスリーテーマ  | 「夏の熱さを吹き飛ばせ!冷やっと!COOLな話! 〜ヒヤクールエピソード〜」          |
| 2022年8月マンスリーテーマ  | 「神山に「夏」を感じさせろ!」                                                 |
| 2022年9月マンスリーテーマ  | 「YOU が SHOCK!!〜最近、あなた「ショック」を受けた事!!」 テーマ発案:林勇      |
| 2022年10月マンスリーテーマ | 「最近、アナタがワンワンした事」① テーマ発案:猫又おかゆ                       |
| 2022年11月マンスリーテーマ | 「最近、アナタがワンワンした事」② テーマ発案:猫又おかゆ                       |
| 2022年12月マンスリーテーマ | 「2022年も残り僅かっ!!年内とりえす で やってほしい企画大募集〜」              |
| 2023年1月マンスリーテーマ  | 「オトナチック〜あなたが オトナと感じること!」                                |
| 2023年2月マンスリーテーマ  | 「あなたの大好きを教えてください!!」                                          |
| 2023年3月マンスリーテーマ  | 「ワタシ・・●●を卒業します！！！                                              |
| 2023年4月マンスリーテーマ  | 「ハッピー♪USO（嘘）スプリング」                                              |
| 2023年5月マンスリーテーマ  | 「#とりえす のテーマソングをみんなで作ろうゼ！」                              |
| 2023年6月マンスリーテーマ  | 「誰がやると言ったか知らないが本家に言われたたら直ちにやめます！〜SSSアワ〜」 |
| 2023年7月マンスリーテーマ  | 「教えて！アナタの ●●決戦」                                                   |
| 2023年8月マンスリーテーマ  | 「ついつい、集まっちゃいました♪ マイコレクション2023 -夏-」                   |
| 2023年9月マンスリーテーマ  | 「神山羊 LIVE 2023 Endroll presents ＃とりえす ロト３ （#SSS3）」             |
| 2023年10月マンスリーテーマ | 「放送100回 目前！Sheep Supporters Session〜リスナーと対談〜」                |
| 2023年11月マンスリーテーマ | 「宣誓！私、僕的 １００点満点！」                                             |
| 2023年12月マンスリーテーマ | 「クリスマスに食べる、アナタのご馳走は！」                                    |
| 2024年1月マンスリーテーマ  | 「2024年！あなたの抱負を漢字 一文字で♪」                                      |
| 2024年2月マンスリーテーマ  | 「あなたの中学生プレイリスト」                                                |
| 2024年3月マンスリーテーマ  | 「みんなの大事なお知らせを教えて！！」                                        |
| 2024年4月マンスリーテーマ  | 「imaginary 77days （77日後の未来予想）」                                     |
| 2024年5月マンスリーテーマ  | 「教えて！アナタの寄りスポ〜寄り道スポット〜」                                |
| 2024年6月マンスリーテーマ  | 「とりえすマスターは誰だっ！？ とりえすクイズ選手権！！                       |
| 2024年7月マンスリーテーマ  | 「貴方ののドリームコラボ！！」                                                |
| 2024年8月マンスリーテーマ  | 「教えて！ゾ・ゾ・ゾっとする話」                                              |
| 2024年9月マンスリーテーマ  | 「ワタシって、どうかしてるかも？？ ここだけの話 教えチャイナ！」              |
| 2024年10月マンスリーテーマ | 「アナタの初めての●●教えて！ My First STORIES」                               |
| 2024年11月マンスリーテーマ | 「みんなのオススメ教えろぉ！！ ~ とりえす的 あったまる料理選手権~」           |
| 2024年12月マンスリーテーマ | 「クリスマス生放送記念♪みんなのクリスマスに欲しいもの教えろぉ！！」           |
| 2025年1月マンスリーテーマ  | 「２０２５年 とりえすリスナーの運試し！神山さん”おみくじ”引きます」           |
| 2025年2月マンスリーテーマ  | 「アナタが感動した事！」                                                      |
| 2025年3月マンスリーテーマ  | 「叫べ！喜べ！シュガーハイウェイ！」                                          |
| 2025年4月マンスリーテーマ  | 「羊散歩：春~Spring~新生活応援【山手線編】」                                  |

### 番組企画・小ネタ
- 2022年3月1日放送にて、配信シングル「セブンティーン」を宇宙初オンエア。
- 2022年4月5日放送にて1stFullAlbum「CLOSET」からのタイトルトラック「CLOSET」を宇宙初オンエア。
- 番組内で使用されている効果音は、神山羊のオリジナル素材を多く使用。 また番組で多用される「歓声の効果音」は2022年4月24日に東京Spotify O-EASTにて実施された「ファンクラブLIVE」に来場した「ファン」の「拍手」の音を収録して使用している。
- 2023年6月マンスリーテーマは、神山羊　本人の持ち込み企画「SSSアワー（とりえすアワー）」という大人気番組のコーナーにインスパイヤを受けた企画を実施。　内容は本家　タモリ倶楽部の「そらみみアワー」とほぼ同様だが。「作曲、作詞」を自身で手掛ける　神山独自の切り口で、なぜ「耳にそう聞こえる」のか　音楽家としての分析、解説を交えて展開。ちなみに　見事。最優秀となったリスナーの作品には、神山が長年愛用している非売品。　私物の「シルバーネックレス」がリスナーにプレゼントされた。
- 本編、WEB限定アフタートークには度々。　神山スタッフチームも出演することもある。　過去出演スタッフには「まっちゃん」、「かたちゃん」、「もりもりっくす」、「なかのさん」、「しのぴー」など各セクションに関わっているスタッフが登場する。
- 番組放送100回目では、SheepSupportersSessionと題して。日頃　番組を聞いてくれているリスナーに感謝を込めて天王洲スタジオに招きリスナーとスタジオにて直接対談した。
- たびたびスタジオを飛び出し、出張編と題して「羊」が北海道へ行き収録をする。

## 番組歴代テーマ曲
＜オープニングテーマ＞
- 初代オープニングテーマ：No sleep / yoh kamiyama（ラジオオリジナル曲）
- ２代目オープニングテーマ：名称不明 / yoh kamiyama. & とりえすリスナー&神山家 (ラジオオリジナル曲）　　　　　　　　　　　　※（2023年5月テーマ、とりえすのテーマ曲を作ろうゼ！という企画から　リスナーと本人による共作で生まれたテーマ曲　まだ曲名は無いが　レギュラーラジオ内では2023年9月からオンエアにて使用。

＜エンディングテーマ＞
- 初代エンディングテーマ：おやすみ、かみさま / 神山羊　(2nd mini album　「ゆめみるこども 」収録）
- ２代目エンディングテーマ：夜を終わらせないで / 神山羊   (2nd mini album　「ゆめみるこども 」収録）
- ３代目エンディングテーマ：ゆめでいいから / 神山羊   (1st mini album　「しあわせなおとな 」収録）